# Mujaheddin

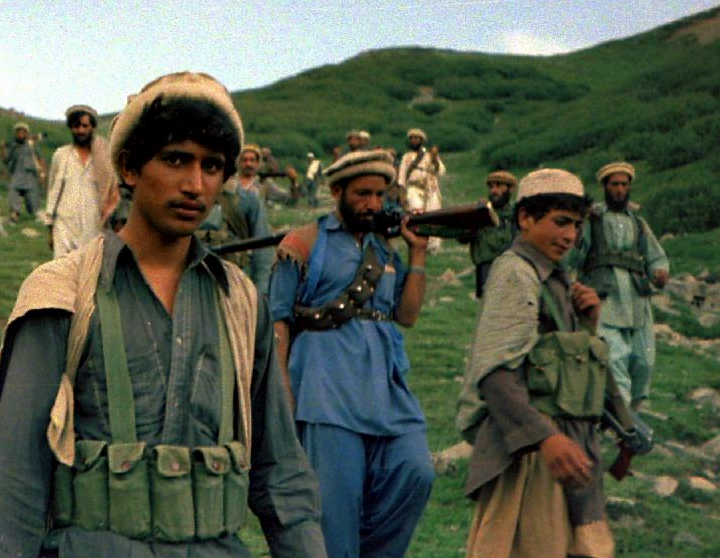
Mujaheddin al confine del Pakistan nel 1985

Mujaheddin (in arabo مجاهدين‎?), erronea traslitterazione giornalistica di mujāhidīn, pl. di mujāhid (مجاهد): indica "colui che è impegnato nel jihād" dalla radice semitica "jhd" che significa "forza" o anche, per estensione, "rinforzo". 
A partire dalla seconda metà del XX secolo tale termine si diffonde nei Paesi occidentali per indicare i guerriglieri d'ispirazione islamica, specie quelli che negli anni ottanta si opponevano all'Unione Sovietica nell'ambito della guerra in Afghanistan. Durante la guerra civile siriana l'esercito dei Mujaheddin è un insieme di gruppi di ribelli anti-governativi impegnati prevalentemente nella lotta all'ISIS.

## Storia
Alla fine del XX secolo, il termine "mujaheddin" è divenuto popolare sui mass-media per descrivere diversi guerriglieri armati che si ispiravano più o meno appropriatamente alla cultura religiosa islamica. La parola non implica alcun significato legato ai concetti di "santo" o di "guerriero", dal momento che il vocabolo ha il solo significato di "combattere" per qualcosa di giusto e nobile, non solo per l'Islam quindi ma anche, ad esempio, per la propria patria, ed è quindi per questo che il vocabolo significa anche "patriota", nel senso più laico e nazionalista del termine (al-Mujāhid al-Akbar, "il combattente supremo" era l'espressione usualmente adoperata per il "laico" presidente tunisino Habib Bourguiba, mentre l'organo più importante del laico FLN algerino era il quotidiano al-Mujāhid).

## Etimologia
Le parole arabe hanno di solito una radice di tre lettere; la radice di mujāhidīn è J-H-D (ج - ه - د), che significa "sforzo", ed è la stessa radice di jihād ("impegno doveroso", "sforzo obbligatorio"). Il Mujāhid è quindi in origine qualcuno che compie uno sforzo o che s'impegna in qualcosa. Col tempo il termine ha assunto un significato che è prettamente religioso o militare (o entrambi), per cui lo si può tradurre come "combattente del jihād" oppure, semplicemente, come patriota.

## I mujaheddin afghani

### Storia
I più noti e temuti tra i mujaheddin furono quelli appartenenti a diversi gruppi d'opposizione, non strettamente legati tra loro, che combatterono contro l'invasione sovietica dell'Afghanistan tra il 1979 e il 1989, e che si combatterono l'un l'altro nella successiva guerra civile. Questi mujaheddin furono finanziati, armati e addestrati in modo significativo da Stati Uniti (durante le presidenze di Jimmy Carter e Ronald Reagan), Pakistan e Arabia Saudita. Reagan fece riferimento a questi mujaheddin come a "combattenti per la libertà [...] che difendono i principi di indipendenza e libertà che formano le basi della sicurezza e della stabilità globali".
Osama bin Laden, all'epoca facoltoso saudita e terrorista poi, fu un importante organizzatore e finanziatore dei mujaheddin; il suo Maktab al-Khidamat (MAK) (Ufficio dei Servizi) convogliò soldi, armi, e combattenti musulmani provenienti da tutto il mondo in Afghanistan, con l'assistenza e il supporto dei governi statunitense, pakistano e saudita. Nel 1988, bin Laden lasciò il MAK assieme ad alcuni dei suoi membri più militanti per formare al Qaida, allo scopo di espandere la resistenza anti-sovietica in un movimento fondamentalista islamico.
I mujaheddin "vinsero" quando l'Unione Sovietica ritirò le truppe dall'Afghanistan nel 1989, seguite dalla caduta del regime di Mohammad Najibullah nel 1992. I mujaheddin fondarono Lo Stato Islamico dell'Afghanistan nel 1992. Hekmatyar non fece parte del governo a causa delle sue simpatie pakistane e cominciò ad attaccare le altre fazioni. Ciò indebolì i mujahidin che si trovarono a fronteggiare il nuovo movimento dei talebani, fondato nel 1994 da Mohammed Omar che aveva combattuto i sovietici dal 1983 al 1991. Dopo la caduta dello Stato Islamico dell'Afghanistan nel 1996, e l'instaurazione dell'Emirato Islamico dei talebani, i mujahidin si allearono per contrastare la minaccia talebana. I mujahideen formarono l'Alleanza del Nord e si scontrarono contro i Talebani per il controllo del paese afghano e iniziò una terribile guerra civile. Nonostante i combattenti talebani fossero reclute inesperte, perlopiù provenienti dai campi profughi e dalle scuole religiose del Pakistan, la superiorità numerica verso i mujahidin portò il movimento a controllare il 90% del paese alla vigilia dell'11 settembre. I mujaheddin riguadagnarono il potere dai Talebani nel 2001 con il supporto della NATO.

### Organizzazione militare
Il movimento di resistenza afghana nacque nel caos, si diffuse e trionfò caoticamente, e non trovò un modo per governare differentemente. Praticamente tutte le sue guerre vennero dichiarate localmente da signori della guerra regionali. Con il sofisticarsi della guerra, crebbero l'appoggio esterno e la coordinazione regionale. Anche così, le unità di base delle organizzazioni di mujaheddin e le loro azioni, continuarono a riflettere la natura altamente frammentata della società afghana.
Nel corso della guerriglia, la leadership venne associata in maniera distintiva con il titolo di "comandante". Questo si applicava a capi indipendenti che evitavano l'identificazione tramite un'elaborata burocrazia militare associata a gradi come quello di generale. Quando la guerra produsse dei capi che godevano di una certa reputazione, il titolo di "comandante" veniva conferito a capi di unità combattenti di tutte le dimensioni, indicando orgoglio per l'autonomia, auto-sufficienza, e legami distinti con la comunità locale. Il titolo incarnava l'orgoglio afghano nella sua lotta contro un nemico dalla potenza schiacciante. La frammentazione del potere e della leadership religiosa erano i due valori evocati dalla nomenclatura creata dalla guerra. Nessuno dei due era stato favorito dall'ideologia dell'ex stato afghano.
Olivier Roy stima che dopo quattro anni di guerra, esistevano almeno 4.000 basi dalle quali operavano le unità di mujaheddin. La maggior parte di queste erano affiliate ai sette partiti espatriati con base in Pakistan, che servivano come fonte di rifornimenti e fornivano vari gradi di supervisione. I comandanti più importanti guidavano tipicamente unità di 300 uomini o più, controllavano diverse basi e dominavano un distretto o una suddivisione di una provincia. Si tentò di creare organizzazioni gerarchiche sopra il livello delle basi. Le loro operazioni variavano molto negli obiettivi, i più ambiziosi vennero ottenuti da Aḥmad Shāh Masʿūd della Valle del Panjshir, a nord di Kabul. Egli guidò almeno 10.000 uomini addestrati alla fine della guerra contro i sovietici, e aveva espanso il suo controllo politico delle aree dominate dai Tagiki sulle province nordorientali dell'Afghanistan, sotto la supervisione del Consiglio del Nord.
Roy descrive anche le differenze regionali, etniche e settarie nelle organizzazioni dei mujaheddin. Nelle zone Pashtun, ad est, sud e sud-ovest, la struttura tribale, con le sue molte suddivisioni rivali, fornì le basi per l'organizzazione militare e la leadership. La mobilitazione poteva essere facilmente collegata alle tradizionali alleanze delle lashkar (forze combattenti) tribali. In condizioni favorevoli tali formazioni potevano raggiungere rapidamente più di 10.000 uomini, come avvenne quando grossi attacchi sovietici vennero lanciati nelle province orientali, o quando i mujaheddin assediavano le città, come Khowst nella provincia di Paktia. Ma in campagne di quest'ultimo tipo le tradizionali esplosioni di forza lavoro - tradizionalmente comuni subito dopo la fine della mietitura - si rivelarono obsolete quando venivano affrontate da difensori ben asserragliati e con armamenti moderni. La durata dei lashkar era notoriamente breve; pochi assedi ebbero successo.
La mobilitazione dei mujaheddin nella regione non-Pashtun affrontò ostacoli molto diversi. Prima dell'invasione, pochi non-Pashtun possedevano armi da fuoco. All'inizio della guerra queste erano facilmente disponibili da parte di truppe dell'esercito o della gendarmeria che disertavano o che cadevano in imboscate. Il mercato internazionale delle armi e il supporto militare straniero tesero a raggiungere per ultime queste aree. Nelle regioni settentrionali era sopravvissuta una piccola tradizione militare sulla quale costruire la resistenza armata. La mobilitazione venne principalmente da parte di una leadership politica strettamente legata all'Islam.
Roy mette a confronto in modo convincente la leadership sociale delle figure religiose nelle regioni dell'Afghanistan di lingua persiana o turca con quelle dei Pashtun. Mancando di una forte rappresentanza politica in uno stato dominato dai Pashtun, le comunità di minoranza guardavano ai pii dotti e ai carismaticamente riveriti pir (santi) in cerca di leadership. Estese reti marabuttiche e di sufi si diffusero nelle comunità delle minoranze, prontamente disponibili come basi per il comando, l'organizzazione, la comunicazione e l'indottrinamento. Queste reti fornirono anche la mobilitazione politica, che portò ad alcune delle più efficaci operazioni di resistenza della guerra.
Molti musulmani da altre nazioni si offrirono volontari per aiutare i vari gruppi di mujaheddin in Afghanistan, e ottennero una significativa esperienza nella guerriglia. Alcuni gruppi di questi veterani sono stati un fattore importante nei più recenti conflitti svoltisi nel mondo musulmano e attorno ad esso.

## I mujaheddin iracheni
Più recentemente, il termine viene usato dai guerriglieri che combattono l'occupazione statunitense in Iraq, combattenti che appartengono sia ai sunniti che agli sciiti. Il termine è stato usato in particolare per descrivere i combattenti che hanno resistito all'assedio di Falluja da parte dei Marines nell'aprile del 2004. Successivamente alla fine dell'assedio, i mujaheddin pattugliarono e fecero rispettare la shari'a in tutta la città ad eccezione del centro dove la Brigata Falluja ha la sua base.

## I mujaheddin iraniani
I Mujaheddin del popolo iraniano, nonostante il nome, sono un gruppo laico di opposizione al regime teocratico. L'Organizzazione dei Mojahedin della Rivoluzione Islamica, invece, sono un gruppo schierato e parte del suddetto regime.

## I mujaheddin bosniaci
I Mujaheddin bosniaci (bosniaco: Bosanski mudžahedini), detti anche El Mudžahid (dall'arabo: مجاهد, mujāhid), erano volontari musulmani stranieri che hanno combattuto sul lato bosniaco (bosniaco musulmano) durante la Guerra Bosniaca del 1992-95. Questi primi arrivati nella Bosnia centrale nella seconda metà del 1992 con l'obiettivo di combattere per l'Islam (come mujaheddin), aiutando i loro correligionari musulmani bosniaci a difendersi dalle forze serbe e croate. Per lo più venivano dal Nord Africa, dal Vicino Oriente e dal Medio Oriente. Le stime dei loro numeri variano da 500-5.000.